# Timoteus Lovčáni
Timoteus Lovčáni (též Lovčány, Lowczany, Lowtsani, Lowczanius; pols. Łowczany, maď. Lovcsány nebo Lovcsányi) († 1631) byl slovenský evangelický kazatel.
Pocházel z rodu Lovčánich, z něhož působilo v duchovenské službě více mužů. Byl synem zvolenského pastora Jiřího Lovčániho. Roku 1593 byl ve Wittenbergu ordinován, působil po otcově boku v Banské Štiavnici, poté v Žilině. Roku 1599 byt těšínským knížetem Adamem Václavem povolán do úřadu evangelického děkana těšínského knížectví. Tento úřad zastával od roku 1600 do roku 1611, kdy jej kníže, který konvertoval ke katolicismu, z Těšína vypudil. Odešel do Žiliny, odkud se během českého stavovského povstání roku 1619 vrátil do Těšína, kde (patrně s kratšími přestávkami) působil až do roku 1627. Od roku 1627 do své smrti sloužil církvi ve Zvolenu.
Jeho latinsky psané verše byly uveřejněny v Exnerově sborníku Anchora Utriusque Vitae.